# Liopholidophis oligolepis
Espèce
Liopholidophis oligolepis est une espèce de serpents de la famille des Lamprophiidae. 

## Répartition
Cette espèce est endémique de Madagascar.

## Publication originale
- Glaw, Kucharzewski, Nagy, Hawlitschek & Vences : New insights into the systematics and molecular phylogeny of the Malagasy snake genus Liopholidophis suggest at least one rapid reversal of extreme sexual dimorphism in tail length. Organisms Diversity & Evolution.